# Eugen Mühlschlegel
Eugen Mühlschlegel (* 15. März 1861 in Schwäbisch Gmünd; † 29. Oktober 1945 in Markt (Biberbach)) war ein deutscher Landwirtschaftslehrer.

## Leben
Eugen Mühlschlegel studierte Landwirtschaft an der Landwirtschaftlichen Akademie Hohenheim, wo er Mitglied der Akademischen Gesellschaft Gemütlichkeit, des späteren Corps Germania wurde. Nach Abschluss des Studiums bewirtschaftete er zunächst für einige Jahre das Gut Niederschönenfeld bei Genderkingen. Anschließend nahm er eine Stellung als Kreiswanderlehrer beim Landwirtschaftlichen Verein Schwaben und Neuburg an und wurde dort später Kreissekretär in Augsburg. 1920 wurde er Kreissekretär der Kreisbauernkammer Schwaben sowie 2. stellvertretender Vorsitzender des landwirtschaftlichen Kreisausschusses und hatte die Oberleitung des Lehrguts Hirschwang bei Schwabmünchen inne. 1929 trat er in den Ruhestand ein. Seine Ehrenämter nahm er bis 1933 wahr.

## Auszeichnungen
- Ernennung zum Landesökonomierat